# Suicide Booth
Suicide Booth ist ein 2007 in München gegründetes Synth-Elektro-Pop-Duo. Suicide Booth wird von verschiedenen Sängern unterstützt.

## Bandname und Musikstil
Der Bandname Suicide Booth bedeutet zu Deutsch „Selbstmordzelle“ und entstammt der US-amerikanischen Science-Fiction-Zeichentrickserie Futurama. Selbstmordzellen bieten darin je nach Wunsch gegen eine kleine Gebühr schnelle, schmerzlose oder langsame, qualvolle Möglichkeiten zum Suizid.
Der Sound des Duos ist von B-Movies im Stil von „Planet der Vampire“, Synthie-Pop der 1980er Jahre und New Wave beeinflusst.

## Geschichte
Gegründet wurde die Band im April 2007 von den beiden Musikern Spif Anderson aka Lennart (Roman Bichler) und Stefan Fenzel.
2007 veröffentlichte das Duo beim Berliner Label das drehmoment die Vinyl-EP Aura 12 mit fünf Titeln. Die ersten hundert Exemplare wurden in rotem Vinyl gepresst. Hinzu kamen diverse Remixes, unter anderem für Eisenfunk.
2008 erschien bei Danse Macabre die Debüt-CD Terror From the Sky mit 14 Tracks. Das Album erreichte Platz 3 der Deutschen Alternative Charts (DAC). Zahlreiche Konzertauftritte brachten der Band Bekanntheit in der Schwarzen Szene. Unter anderem trat Suicide Booth 2009 als Support von Kirlian Camera beim ELekTroShokK-Festival in der Live Factory in Adelsheim auf.
Nachdem Fenzel das Projekt verließ, trat 2009 der Musiker, Musikjournalist und Radiomoderator Daniel Dreßler an seine Stelle. 2010 veröffentlichte Suicide Booth bei First & Only Records das zweite Album mit dem Titel We Are the Future mit 12 Liedern. Die Albumpräsentation erfolgte im Rahmen eines gemeinsamen Konzerts mit mind.in.a.box und Kontrast im Metropolis in der Kultfabrik.

## Diskografie
- 2007: Aura (EP)
- 2008: Terror From the Sky (CD)
- 2010: We Are the Future (CD/Album)